# Помещичьи крестьяне

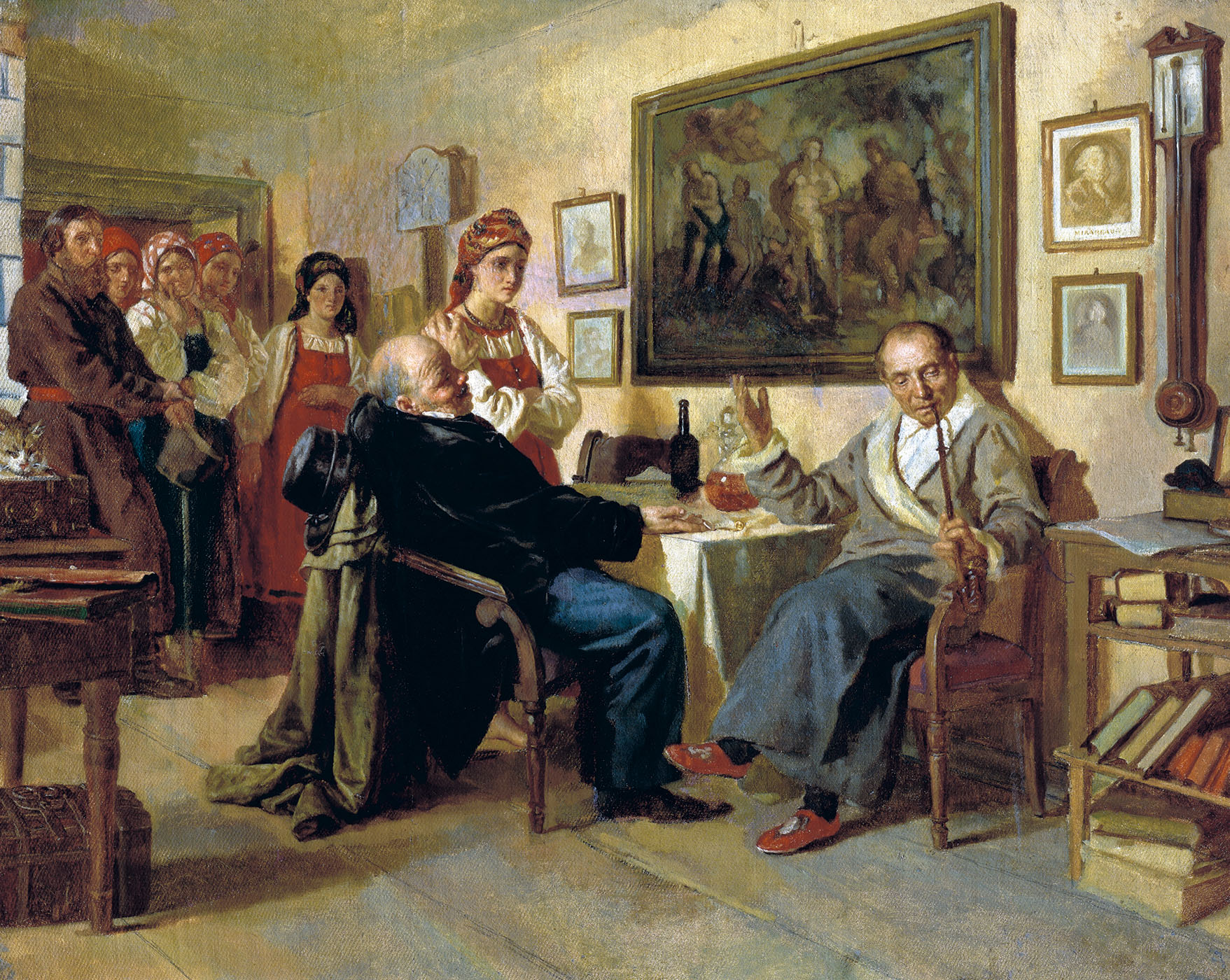
Продажа дворовой девушки на картине художника Николая Неверева «Торг. Сцена из крепостного быта. Из недавнего прошлого» (1866; Москва, Третьяковская галерея)

Помещичьи крестьяне — крепостные крестьяне, принадлежащие на правах собственности дворянам-помещикам. Являлись одной из наиболее многочисленных категорий крестьянства Российской империи — в 1859 году их было 23 млн человек обоего пола или около 34 процентов населения России.

## История
Как особая категория крестьянства помещичьи крестьяне образовались в конце XVI века. 
Согласно переписи населения 1857—1859 годов, в крепостной зависимости находилось 23,1 миллиона человек (обоих полов) из 62,5 миллионов человек, населявших Российскую империю. Из 65 губерний и областей и штатов, существовавших в Российской империи на 1858 год, в трёх остзейских губерниях (Эстляндия, Курляндия, Лифляндия), в Земле Черноморского войска, в Приморской области, Семипалатинской области и области Сибирских киргизов, в Дербентской губернии (с Прикаспийским краем) и Эриванской губернии крепостных не было вовсе; ещё в двух губерниях и двух областях (Архангельской и Шемахинской губерниях, Забайкальской и Якутской областях) крепостных крестьян также не было, за исключением нескольких десятков дворовых людей (слуг). В оставшихся 52 губерниях и областях доля помещичьих крепостных в численности населения составляла от 1,17 % (Бессарабская область, в которой вместо крепостных были феодально-зависимые царане) до 69,07 % (Смоленская губерния).

Крепостное состояние распространилось наиболее в коренном племени Русскаго государства, Великорусском, и особенно в тех губерниях, которые были ближе к средоточию государства, Москве, и в которых, следовательно, формы гражданского быта устроились под ближайшим влиянием государственного центра; за тем, в меньшей степени, в Малороссийском, Белорусском и Литовском, и гораздо менее, почти неощутительно, в племенах, слившихся с главными, по окраинам их, Польском, Финнском и Татарском (Тюркском). 
— Крепостное население в России, по 10-й народной переписи. Статистическое исследование А. Тройницкого. СПб., 1861. С. 91